# Joaquín Company
Joaquín Company y Soler (ur. 3 stycznia 1732 w Penàguila, zm. 13 lutego 1813 w Walencji) – hiszpański duchowny, arcybiskup Saragossy i Walencji, grand Hiszpanii.
Franciszkanin Joaquín Company y Soler był arcybiskupem diecezji Saragossy od 1797 do 1800 roku, w którym został mianowany arcybiskupem Walencji. Otrzymał najwyższy tytuł szlachecki granda Hiszpanii I klasy, był członkiem, a później dyrektorem aragońskiego stowarzyszenia Real Sociedad Económica Aragonesa de Amigos del País. W latach 1798–1800 był prezydentem Królewskiej Akademii Sztuk Pięknych św. Łukasza w Saragossie.